# Benjamin F. Martin

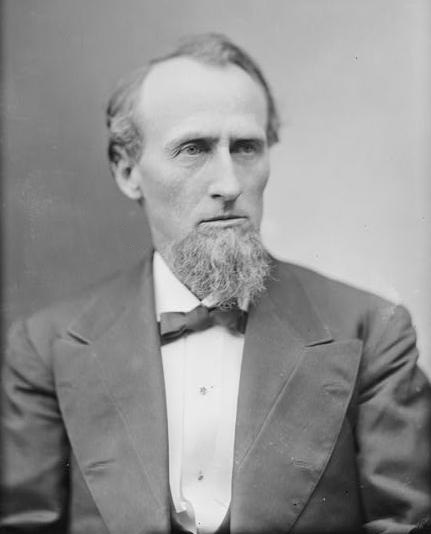
Benjamin F. Martin

Benjamin Franklin Martin (* 2. Oktober 1828 bei Farmington, Marion County, Virginia; † 20. Januar 1895 in Grafton, West Virginia) war ein US-amerikanischer Politiker. Zwischen 1877 und 1881 vertrat er den zweiten Wahlbezirk des Bundesstaates West Virginia im US-Repräsentantenhaus.

## Werdegang
Benjamin Martin wurde 1828 nahe Farmington geboren, das damals noch in Virginia lag. Seit 1863 gehört die Stadt zu dem damals neu gegründeten Staat West Virginia. Martin besuchte bis 1854 das Allegheny College in Meadville (Pennsylvania). Anschließend arbeitete er in Fairmont als Lehrer. Nach einem Jurastudium und seiner Zulassung als Rechtsanwalt begann er im März 1856 in seinem neuen Beruf zu arbeiten. Noch im Jahr 1856 verlegte er seinen Wohnsitz nach Pruntytown.
Martin wurde Mitglied der Demokratischen Partei. 1872 war er Delegierter auf einer Versammlung zur Überarbeitung der Staatsverfassung von West Virginia. In den Jahren 1872 und 1888 nahm er auch an den jeweiligen Democratic National Conventions teil. 1876 wurde er im zweiten Distrikt von West Virginia in das US-Repräsentantenhaus in Washington, D.C. gewählt, wo er am 4. März 1877 die Nachfolge von Charles J. Faulkner antrat. Nach einer Wiederwahl im Jahr 1878 konnte er bis zum 3. März 1881 zwei Legislaturperioden im Kongress absolvieren.
Für die Wahlen des Jahres 1880 wurde Benjamin Martin von seiner Partei nicht mehr nominiert. In den folgenden Jahren arbeitete er als Anwalt in Grafton, wo er am 20. Januar 1895 verstarb.